# Machadoembia angolica
Machadoembia angolica är en insektsart som beskrevs av Ross 1952. Machadoembia angolica ingår i släktet Machadoembia och familjen Embiidae. Inga underarter finns listade i Catalogue of Life.